# Э (буква армянского алфавита)
Է, է (арм. է, э) — седьмая буква армянского алфавита. Создал Месроп Маштоц в 405—406 годах. Название и начертание, как и буква эдж родственны греческому эпсилон и финикийскому хе.

## Использование
И в восточноармянском, и в западноармянском языках обозначает звук [ɛ]. Числовое значение в армянской системе счисления — 7.
Использовалась в курдском алфавите на основе армянского письма (1921—1928) для обозначения звука [e].
В системах романизации армянского письма передаётся как ē (ISO 9985, ALA-LC), e (BGN/PCGN). И в восточноармянском, и в западноармянском шрифте Брайля букве соответствует символ ⠑ (U+2811).

## Кодировка
И заглавная, и строчная формы буквы э включены в стандарт Юникод начиная с версии 1.0.0 в блоке «Армянское письмо» (англ. Armenian) под шестнадцатеричными кодами U+0537 и U+0567 соответственно.

## Галерея

Округлый еркатагир
Прямолинейный еркатагир
Болоргир
Нотргир
Шхагир